# Coupe d'Europe de ski alpin 2005-2006
Navigation
Édition précédente Édition suivante
La Coupe d'Europe de ski alpin 2005-2006 est la 35e édition de la Coupe d'Europe de ski alpin, compétition de ski alpin organisée annuellement par la Fédération internationale de ski. Elle se déroule du 4 novembre 2005 au 18 mars 2006 dans trente-trois stations européennes réparties dans neuf pays. Ce sont l'autrichienne Anna Fenninger et l'italien Michael Gufler qui remportent les classements généraux.

## Déroulement de la saison
La saison débute par des slaloms indoors, masculin à Landgraaf le 4 novembre 2005 et féminin à Bottrop le 7. Elle comporte, après annulations et reports, dix-huit étapes masculines et dix-sept étapes féminines réparties dans neuf pays. Les finales ont lieu du 13 au 19 mars 2006 dans la station autrichienne d'Altenmarkt-Zauchensee, et la saison est marquée par la réintroduction du combiné alpin. Chez les dames l'autrichienne, future championne du monde et olympique, Anna Fenninger remporte quatre slaloms géants (neuf podiums en tout), qui lui valent la première place du classement en géant, la troisième en slalom et surtout la première au classement général. Chez les hommes le vainqueur du classement général est l'italien Michael Gufler remporte également quatre slaloms géants, auquel il ajoute un combiné (pour un total de onze podiums), termine premier le classement de géant, troisième de ceux de super G et de combiné, et remporte le classement général,.

### Saison des messieurs
| \| Landgraaf Ordino La Molina \| Sites des compétitions en Europe (hors des Alpes) |
| Landgraaf Ordino La Molina                                                         |

| \| Tarvisio Valloire Alta Badia San Vigilio Obereggen Pozza di Fassa Hinterstoder Oberjoch Sella Nevea Châtel Les Menuires Veysonnaz Saalbach Madesimo Kranjska Gora Altenmarkt im Pongau \| Les sites des compétitions situés dans les Alpes |
| Tarvisio Valloire Alta Badia San Vigilio Obereggen Pozza di Fassa Hinterstoder Oberjoch Sella Nevea Châtel Les Menuires Veysonnaz Saalbach Madesimo Kranjska Gora Altenmarkt im Pongau                                                        |

### Saison des dames
| \| Bottrop Abetone Vrátna \| Sites des compétitions en Europe (hors des Alpes) |
| Bottrop Abetone Vrátna                                                         |

| \| Alleghe Sankt Sebastian Außervillgraten Lenzerheide St-Moritz Haus im Ennstal Turnau Megève La PLagne Caspoggio Sarentino Roccaraso Garmisch-Partenkirchen Altenmarkt im Pongau \| Les sites des compétitions situés dans les Alpes |
| Alleghe Sankt Sebastian Außervillgraten Lenzerheide St-Moritz Haus im Ennstal Turnau Megève La PLagne Caspoggio Sarentino Roccaraso Garmisch-Partenkirchen Altenmarkt im Pongau                                                        |

## Classement général
Les vainqueurs des classements généraux sont l'autrichienne Anna Fenninger et l'italien Michael Gufler,.
| Rang | Nom                 | Points | Victoire(s) | Podium(s) |
| ---- | ------------------- | ------ | ----------- | --------- |
| 1    | Michael Gufler      | 1128   | 5           | 11        |
| 2    | Florian Eisath      | 946    | 4           | 10        |
| 3    | Georg Streitberger  | 761    | 3           | 8         |
| 4    | Jens Byggmark       | 738    | 3           | 5         |
| 5    | Romed Baumann       | 716    | 1           | 5         |
| 6    | Mattias Hargin      | 671    | 3           | 6         |
| 7    | Patrick Bechter     | 604    | 1           | 4         |
| 8    | Christof Innerhofer | 567    | 0           | 2         |
| 9    | Bernard Vajdič      | 563    |             | 3         |
| 10   | Carlo Janka         | 557    |             | 3         |

| Rang | Nom             | Points | Victoire(s) | Podium(s) |
| ---- | --------------- | ------ | ----------- | --------- |
| 1    | Anna Fenninger  | 1184   | 4           | 11        |
| 2    | Kathrin Wilhelm | 844    |             | 3         |
| 3    | Rabea Grand     | 797    | 1           | 5         |
| 4    | Fanny Chmelar   | 702    | 1           | 4         |
| 5    | Katrin Triendl  | 647    |             | 2         |
| 6    | Kathrin Hölzl   | 624    | 2           | 6         |
| 7    | Regina Mader    | 562    |             | 2         |
| 8    | Aurélie Santon  | 523    |             | 3         |
| 9    | Katja Wirth     | 505    | 3           | 5         |
| 10   | Sandrine Aubert | 503    | 2           | 4         |

## Classements de chaque discipline
Les noms en gras remportent les titres des disciplines.

### Descente
Les vainqueurs des classements de descente sont la suisse Rabea Grand et l'autrichien Romed Baumann.
| Rang | Nom                   | Points | Victoire(s) | Podium(s) |
| ---- | --------------------- | ------ | ----------- | --------- |
| 1    | Romed Baumann         | 372    | 1           | 4         |
| 2    | Peter Strodl          | 270    |             | 2         |
| 3    | Georg Streitberger    | 217    | 1           | 2         |
| 4    | Christof Innerhofer   | 209    |             |           |
| 5    | Stephan Keppler       | 201    | 1           | 1         |
| 6    | Walter Girardi        | 180    | 1           | 2         |
| 7    | Christoph Alster (de) | 153    | 1           | 1         |
| 7    | Peter Struger         | 153    |             | 1         |
| 9    | Ralf Kreuzer          | 135    |             |           |
| 10   | Johannes Stehle       | 134    |             |           |

| Rang | Nom               | Points | Victoire(s) | Podium(s) |
| ---- | ----------------- | ------ | ----------- | --------- |
| 1    | Rabea Grand       | 402    | 1           | 4         |
| 2    | Johanna Schnarf   | 310    | 1           | 3         |
| 3    | Gina Stechert     | 304    | 2           | 2         |
| 4    | Kathrin Wilhelm   | 282    |             | 2         |
| 5    | Karin Hess        | 259    |             | 1         |
| 6    | Clothilde Weyrich | 205    |             | 1         |
| 7    | Ella Alpiger      | 189    |             | 1         |
| 8    | Tina Weirather    | 186    | 1           | 1         |
| 9    | Maria Holaus      | 168    | 1           | 1         |
| 10   | Tamara Wolf       | 162    |             | 1         |

### Super G
Les vainqueurs des classements de super G sont les autrichiens Katja Wirth et Georg Streitberger (avec six podiums en sept courses). Chez les femmes les autrichiennes s'accaparent l'intégralité du podium.
| Rang | Nom                   | Points | Victoire(s) | Podium(s) |
| ---- | --------------------- | ------ | ----------- | --------- |
| 1    | Georg Streitberger    | 500    | 2           | 6         |
| 2    | Christoph Alster (de) | 366    | 2           | 3         |
| 3    | Michael Gufler        | 328    |             | 3         |
| 4    | Christof Innerhofer   | 288    | 1           | 2         |
| 5    | Silvano Varettoni     | 211    |             |           |
| 6    | Florian Eisath        | 189    | 1           | 2         |
| 7    | Ralf Kreuzer          | 175    |             |           |
| 8    | Thibault Garnier      | 165    |             |           |
| 9    | Cornel Züger          | 147    |             |           |
| 10   | Matthias Lanzinger    | 126    | 1           | 1         |

| Rang | Nom               | Points | Victoire(s) | Podium(s) |
| ---- | ----------------- | ------ | ----------- | --------- |
| 1    | Katja Wirth       | 505    | 3           | 4         |
| 2    | Kathrin Wilhelm   | 299    |             | 1         |
| 3    | Ingrid Rumpfhuber | 298    |             | 2         |
| 4    | Martina Schild    | 290    | 1           | 2         |
| 5    | Regina Mader      | 272    |             | 2         |
| 6    | Karoline Trojer   | 200    |             | 1         |
| 7    | Tina Weirather    | 189    | 1           | 1         |
| 8    | Ella Alpiger      | 176    |             | 1         |
| 9    | Verena Stuffer    | 159    |             |           |
| 10   | Hilary Longhini   | 151    |             |           |
| 10   | Karin Blaser      | 151    |             | 1         |

### Géant
Les vainqueurs des classements de slalom géant sont l'autrichienne Anna Fenninger (quatre victoires) et l'italien Michael Gufler : cinq victoires lors des cinq dernières courses, sept podiums en tout soit un de moins - mais deux victoires de plus - que son dauphin et compatriote Florian Eisath. À eux deux ils gagent huit des dix courses et occupent la moitié des trente places sur les podiums.
| Rang | Nom                | Points | Victoire(s) | Podium(s) |
| ---- | ------------------ | ------ | ----------- | --------- |
| 1    | Michael Gufler     | 432    | 5           | 7         |
| 2    | Florian Eisath     | 381    | 3           | 8         |
| 3    | Patrick Bechter    | 371    |             | 3         |
| 4    | Jukka Rajala       | 346    | 2           | 2         |
| 5    | Bernard Vajdič     | 331    |             | 2         |
| 6    | Carlo Janka        | 282    |             | 1         |
| 7    | Thomas Fanara      | 268    |             | 1         |
| 8    | Alessandro Roberto | 250    |             | 1         |
| 9    | Mirko Deflorian    | 241    |             | 1         |
| 10   | Niklas Rainer      | 218    |             | 1         |

| Rang | Nom                    | Points | Victoire(s) | Podium(s) |
| ---- | ---------------------- | ------ | ----------- | --------- |
| 1    | Anna Fenninger         | 673    | 3           | 5         |
| 2    | Kathrin Hölzl          | 504    | 2           | 5         |
| 3    | Silvia Berger          | 390    | 2           | 3         |
| 4    | Aurélie Santon         | 362    |             | 3         |
| 5    | Camilla Alfieri (it)   | 280    |             | 1         |
| 6    | Kathrin Wilhelm        | 263    |             |           |
| 7    | Mateja Robnik          | 230    |             |           |
| 8    | Christina Lustenberger | 220    | 1           | 1         |
| 9    | Daniela Zeiser         | 208    |             | 2         |
| 10   | Alessia Pittin         | 202    |             |           |

### Slalom
Les vainqueurs des classements de slalom sont la française Sandrine Aubert et le suédois Mattias Hargin. La suède qui réalise d'ailleurs un triplé dans la classement masculin et s'approprie vingt des trente-six places sur un podium de slalom.

Aux onze slaloms masculins et dix slaloms féminins, s'ajoutent les slaloms indoors d'ouverture (Landgraaf pour les hommes et Bottrop pour les femmes) également comptabilisés dans ces classements.
| Rang | Nom                 | Points | Victoire(s) | Podium(s) |
| ---- | ------------------- | ------ | ----------- | --------- |
| 1    | Mattias Hargin      | 663    | 3           | 6         |
| 2    | Anton Lahdenperä    | 506    |             | 5         |
| 3    | Jens Byggmark       | 463    | 2           | 4         |
| 4    | Gaëtan Llorach      | 428    | 1           | 3         |
| 5    | Christoph Dreier    | 382    | 2           | 2         |
| 6    | Oscar Andersson     | 308    |             | 3         |
| 7    | Romed Baumann       | 282    |             |           |
| 8    | Alexander Koll (de) | 221    |             | 1         |
| 9    | Steve Missillier    | 215    |             |           |
| 10   | Alexandre Anselmet  | 213    |             | 1         |

| Rang | Nom               | Points | Victoire(s) | Podium(s) |
| ---- | ----------------- | ------ | ----------- | --------- |
| 1    | Sandrine Aubert   | 459    | 2           | 4         |
| 2    | Nina Løseth       | 409    | 1           | 4         |
| 3    | Anna Fenninger    | 355    |             | 2         |
| 4    | Eva Kurfürstová   | 343    | 1           | 2         |
| 5    | Fanny Chmelar     | 330    | 1           | 2         |
| 6    | Veronika Zuzulová | 298    | 1           | 2         |
| 7    | Katrin Trïndl     | 247    |             |           |
| 8    | Ana Kobal         | 246    |             | 3         |
| 9    | Kristina Hultdin  | 218    | 1           | 1         |
| 10   | Camilla Borsotti  | 217    | 0           | 1         |

### Combiné
Une seule épreuve de combiné a lieu dans la saison, mais les classements sont néanmoins établis. Les vainqueurs en sont la française Corinne Anselmet et le suédois Jens Byggmark. 
| Rang | Nom                 | Points | Victoire | Podium |
| ---- | ------------------- | ------ | -------- | ------ |
| 1    | Jens Byggmark       | 100    | 1        | 1      |
| 2    | Peter Struger       | 80     |          | 1      |
| 3    | Michael Gufler      | 60     |          | 1      |
| 4    | Carlo Janka         | 50     |          |        |
| 5    | Erik Fisher         | 45     |          |        |
| 6    | Patrick Küng        | 40     |          |        |
| 7    | Kurt Pittschieler   | 36     |          |        |
| 8    | Ralf Kreuzer        | 32     |          |        |
| 9    | Beat Feuz           | 29     |          |        |
| 10   | Christof Innerhofer | 36     |          |        |

| Rang | Nom                 | Points | Victoire | Podium |
| ---- | ------------------- | ------ | -------- | ------ |
| 1    | Corinne Anselmet    | 100    | 1        | 1      |
| 2    | Annalisa Ceresa     | 80     |          | 1      |
| 3    | Fanny Chmelar       | 60     |          | 1      |
| 4    | Jessica Pünchera    | 50     |          |        |
| 5    | Veronika Zuzulová   | 45     |          |        |
| 6    | Britt Janyk         | 40     |          |        |
| 7    | Rabea Grand         | 36     |          |        |
| 8    | Lucia Mazzotti (it) | 32     |          |        |
| 9    | Daniela Zeiser      | 29     |          |        |
| 10   | Katrin Triendl (de) | 26     |          |        |

## Calendrier et résultats

### Messieurs
| N°      | Lieu                   | Date             | Épreuve       | Vainqueur             | Deuxième              | Troisième                     |
| ------- | ---------------------- | ---------------- | ------------- | --------------------- | --------------------- | ----------------------------- |
| 1       | Landgraaf              | 4 novembre 2005  | Slalom indoor | Mattias Hargin        | Hans Olsson           | Oscar Andersson (it)          |
| 2       | Valloire               | 10 décembre 2005 | Géant         | Florian Eisath        | Bernard Vajdič        | Patrick Bechter               |
| 3       | Valloire               | 11 décembre 2005 | Géant         | Florian Eisath        | Carlo Janka           | Michael Gufler                |
| 4       | Alta Badia             | 13 décembre 2005 | Slalom        | Christoph Dreier      | Jimmy Cochran         | Alexander Koll (de)           |
| 5       | San Vigilio di Marebbe | 14 décembre 2005 | Géant         | Florian Eisath        | Michael Gufler        | Thomas Fanara                 |
| 6       | Obereggen              | 15 décembre 2005 | Slalom        | André Myhrer          | Jens Byggmark         | Tom Rothrock (en)             |
| 7       | Pozza di Fassa         | 7 janvier 2006   | Slalom        | Mattias Hargin        | Jens Byggmark         | Romed Baumann                 |
| 8       | Hinterstoder           | 9 janvier 2006   | Super G       | Matthias Lanzinger    | Michael Gufler        | Georg Streitberger            |
| 9       | Hinterstoder           | 10 janvier 2006  | Géant         | Jukka Rajala          | Patrick Bechter       | Florian Eisath                |
| 10      | Hinterstoder           | 11 janvier 2006  | Slalom        | Jonathon Brauer       | Mattias Hargin        | Bernard Vajdič                |
| 11      | Oberjoch               | 14 janvier 2006  | Géant         | Jukka Rajala          | Thomas Fanara         | Florian Eisath                |
| 12      | Oberjoch               | 15 janvier 2006  | Slalom        | Jens Byggmark         | Anton Lahdenperä      | Gaëtan Llorach                |
| 13      | Sella Nevea            | 18 janvier 2006  | Descente      | Georg Streitberger    | Romed Baumann         | Beni Hofer (en)               |
| 14      | Sella Nevea            | 19 janvier 2006  | Descente      | Christoph Alster (de) | Peter Strodl          | Peter Struger                 |
| 15      | Sella Nevea            | 20 janvier 2006  | Super G       | Christoph Alster (de) | Georg Streitberger    | Christof Innerhofer           |
| 16      | Sella Nevea            | 21 janvier 2006  | Super G       | Florian Eisath        | Georg Streitberger    | Michael Gufler                |
| 17      | Châtel                 | 24 janvier 2006  | Super G       | Georg Streitberger    | Didier Cuche          | Alexandre Bouillot            |
| 18      | Châtel                 | 25 janvier 2006  | Super G       | Georg Streitberger    | Christoph Alster (de) | Florian Eisath                |
| 19      | Les Menuires           | 27 janvier 2006  | Géant         | Michael Gufler        | Carlo Janka           | Joël Chenal                   |
| 20      | Veysonnaz              | 1er février 2006 | Descente      | Stephan Keppler       | Romed Baumann         | Georg Streitberger            |
| 21      | Veysonnaz              | 2 février 2006   | Combiné       | Jens Byggmark         | Peter Struger         | Michael Gufler                |
| 22      | Veysonnaz              | 3 février 2006   | Super G       | Christof Innerhofer   | Michael Gufler        | Carlo Janka                   |
| 23      | Ordino-Arcalis         | 6 février 2006   | Slalom        | Christoph Dreier      | Mattias Hargin        | Anton Lahdenperä              |
| 24      | Ordino-Arcalis         | 7 février 2006   | Slalom        | Naoki Yuasa           | Oscar Andersson (it)  | Anton Lahdenperä              |
| 25      | La Molina              | 9 février 2006   | Géant         | Michael Gufler        | Florian Eisath        | Patrick Bechter               |
| 26      | La Molina              | 10 février 2006  | Géant         | Michael Gufler        | Florian Eisath        | Patrick Bechter               |
| 27      | Saalbach-Hinterglemm   | 16 février 2006  | Descente      | Walter Girardi (it)   | Romed Baumann         | Konrad Hari                   |
| 28      | Madesimo               | 21 février 2006  | Géant         | Michael Gufler        | Florian Eisath        | Niklas Rainer Mirko Deflorian |
| 29      | Madesimo               | 22 février 2006  | Slalom        | Mitja Valenčič        | Michael Janyk         | Cristian Deville              |
| 30      | Kranjska Gora          | 10 mars 2006     | Super G       | Jens Byggmark         | Anton Lahdenperä      | Gaëtan Llorach                |
| 31      | Kranjska Gora          | 11 mars 2006     | Super G       | Gaëtan Llorach        | Mattias Hargin        | Anton Lahdenperä              |
| Finales |                        |                  |               |                       |                       |                               |
| 32      | Altenmarkt-Zauchensee  | 14 mars 2006     | Descente,     | Romed Baumann         | Walter Girardi (it)   | Peter Strodl                  |
| 33      | Altenmarkt-Zauchensee  | 15 mars 2006     | Super G       | Christoph Alster (de) | Georg Streitberger    | Walter Girardi (it)           |
| 34      | Altenmarkt-Zauchensee  | 17 mars 2006     | Géant         | Michael Gufler        | Bernard Vajdič        | Alessandro Roberto            |
| 35      | Altenmarkt-Zauchensee  | 18 mars 2006     | Slalom        | Mattias Hargin        | Alexandre Anselmet    | Oscar Andersson (it)]         |

### Dames
| N°      | Lieu                   | Date             | Épreuve       | Vainqueur                   | Deuxième             | Troisième                     |
| ------- | ---------------------- | ---------------- | ------------- | --------------------------- | -------------------- | ----------------------------- |
| 1       | Bottrop                | 7 novembre 2005  | Slalom indoor | Monika Bergmann-Schmuderer  | Annemarie Gerg       | Ana Kobal (it)                |
| 2       | Alleghe-Zoldo Alto     | 13 décembre 2005 | Géant         | Verena Stuffer              | Kathrin Hölzl        | Jelena Lolović                |
| 3       | Alleghe-Zoldo Alto     | 14 décembre 2005 | Géant         | Kathrin Hölzl               | Anna Fenninger       | Karoline Trojer (it)          |
| 4       | Alleghe-Zoldo Alto     | 15 décembre 2005 | Slalom        | Annalisa Ceresa             | Chiara Costazza      | Fanny Chmelar                 |
| 5       | Sankt Sebastian        | 17 décembre 2005 | Slalom        | Sandrine Aubert             | Veronika Zuzulová    | Ana Kobal (it)                |
| 6       | Sankt Sebastian        | 18 décembre 2005 | Slalom        | Veronika Zuzulová           | Chiara Costazza      | Henna Raita                   |
| 7       | Außervillgraten        | 20 décembre 2005 | Super G       | Katja Wirth                 | Ingrid Rumpfhuber    | Bryna McCarty (de)            |
| 8       | Außervillgraten        | 21 décembre 2005 | Super G       | Katja Wirth                 | Ingrid Rumpfhuber    | Nike Bent                     |
| 9       | Lenzerheide            | 5 janvier 2006   | Slalom        | Eva Kurfürstová             | Nina Løseth          | Kathrin Hölzl                 |
| 10      | Lenzerheide            | 6 janvier 2006   | Slalom        | Nina Løseth                 | Eva Kurfürstová      | Camilla Borsotti              |
| 11      | Saint-Moritz           | 11 janvier 2006  | Descente      | Nicole Hosp                 | Ella Alpiger         | Kathrin Zettel                |
| 12      | Saint-Moritz           | 12 janvier 2006  | Descente      | Gina Stechert               | Johanna Schnarf      | Martina Schild                |
| 13      | Saint-Moritz           | 13 janvier 2006  | Super G       | Daniela Zeiser (de)         | Maria Holaus         | Regina Mader                  |
| 14      | Haus im Ennstal        | 17 janvier 2006  | Descente      | Tina Weirather              | Johanna Schnarf      | Kathrin Wilhelm (de)          |
| 15      | Haus im Ennstal        | 17 janvier 2006  | Descente      | Johanna Schnarf             | Kathrin Wilhelm (de) | Rabea Grand                   |
| 16      | Turnau                 | 20 janvier 2006  | Géant         | Ana Drev                    | Daniela Zeiser (de)  | Annemarie Gerg                |
| 17      | Turnau                 | 21 janvier 2006  | Géant         | Anna Fenninger              | Aurélie Santon       | Daniela Zeiser (de)           |
| 18      | Megève                 | 24 janvier 2006  | Super G       | Marion Rolland              | Karoline Trojer (it) | Kathrin Wilhelm (de)          |
| 19      | Megève                 | 27 janvier 2006  | Combiné       | Corinne Anselmet (de)       | Annalisa Ceresa      | Fanny Chmelar                 |
| 20      | Megève                 | 27 janvier 2006  | Descente,     | Gina Stechert               | Karin Hess           | Rabea Grand                   |
| 21      | La Plagne              | 24 janvier 2006  | Géant         | Marion Rolland              | Karoline Trojer (it) | Kathrin Wilhelm (de)          |
| 22      | La Plagne              | 27 janvier 2006  | Slalom        | Corinne Anselmet (de)       | Annalisa Ceresa      | Fanny Chmelar                 |
| 23      | Caspoggio              | 3 février 2006   | Super G       | Katja Wirth                 | Martina Schild       | Regina Mader                  |
| 24      | Caspoggio              | 4 février 2006   | Super G       | Martina Schild              | Ella Alpiger         | Katja Wirth                   |
| 25      | Sarentino              | 8 février 2006   | Descente      | Rabea Grand                 | Clothilde Weyrich    | Marion Rolland                |
| 26      | Sarentino              | 9 février 2006   | Descente      | Marie Aufranc               | Rabea Grand          | Camilla Borsotti              |
| 27      | Roccaraso              | 11 février 2006  | Géant         | Kathrin Hölzl               | Anna Fenninger       | Rabea Grand                   |
| 28      | Roccaraso              | 12 février 2006  | Géant         | Anna Fenninger              | Camilla Alfieri (it) | Kathrin Hölzl                 |
| 29      | Abetone                | 14 février 2006  | Géant         | Christina Lustenberger (it) | Anna Fenninger       | Karen Putzer                  |
| 30      | Abetone                | 15 février 2006  | Géant         | Silvia Berger               | Annemarie Gerg       | Christina Lustenberger (it)   |
| 31      | Garmisch-Partenkirchen | 19 février 2006  | Slalom        | Katarzyna Karasińska        | Nina Løseth          | Sandrine Aubert               |
| 32      | Garmisch-Partenkirchen | 20 février 2006  | Géant         | Anna Fenninger              | Fanny Chmelar        | Silvia Berger                 |
| 33      | Vrátna dolina          | 23 février 2006  | Slalom        | Sandrine Aubert             | Anna Fenninger       | Nina Løseth                   |
| 34      | Vrátna dolina          | 24 février 2006  | Slalom        | Fanny Chmelar               | Sandrine Aubert      | Anna Fenninger                |
| Finales |                        |                  |               |                             |                      |                               |
| 35      | Altenmarkt-Zauchensee  | 13 mars 2006     | Géant         | Silvia Berger               | Denise Karbon        | Aurélie Santon                |
| 36      | Altenmarkt-Zauchensee  | 14 mars 2006     | Slalom        | Kristina Hultdin            | Katrin Triendl (de)  | Nina Løseth Veronika Zuzulová |
| 37      | Altenmarkt-Zauchensee  | 17 mars 2006     | Descente      | Maria Holaus                | Katja Wirth          | Tamara Wolf (de)              |
| 38      | Altenmarkt-Zauchensee  | 18 mars 2006     | Super G       | Tina Weirather              | Maria Holaus         | Karin Blaser                  |